# Benešov u Semil
Obec Benešov u Semil (německy: Beneschau) se nachází v okrese Semily, kraj Liberecký. Žije zde 866 obyvatel.

## Historie
Obec byla založena jako lesní lánová ves ve druhé polovině 13. století Benešem z Vartemberka. První písemná zmínka o obci pochází z roku 1411, kdy ves patřila k semilskému panství.
Dlouholetá tradice SDH, areál v Podolí, sportovní areál, tenisové kurty
Znak a vlajka byly obci uděleny rozhodnutím předsedy Poslanecké sněmovny Parlamentu České republiky dne 19. ledna 2007.

## Obyvatelstvo
| Rok            | 1869 | 1880 | 1890  | 1900  | 1910  | 1921  | 1930  | 1950  | 1961  | 1970 | 1980 | 1991 | 2001 | 2011 | 2021 |
| -------------- | ---- | ---- | ----- | ----- | ----- | ----- | ----- | ----- | ----- | ---- | ---- | ---- | ---- | ---- | ---- |
| Počet obyvatel | 789  | 922  | 1 164 | 1 274 | 1 652 | 1 459 | 1 525 | 1 055 | 1 047 | 923  | 839  | 695  | 850  | 827  | 802  |
| Počet domů     | 123  | 129  | 143   | 165   | 187   | 193   | 212   | 225   | 209   | 199  | 194  | 244  | 263  | 288  | 284  |

## Obecní správa a politika
Obec se člení na 4 základní sídelní jednotky: Benešov, Hradišťata, Pod Mošnou a Podolí.

## Pamětihodnosti
- Socha Mistra Jana Husa z roku 1901 uprostřed obce, nedaleko hřbitova
- Kamenný kříž z roku 1788
- Krytý dřevěný most přes Jizeru
- Dvě výklenkové kapličky z 19. století
- Venkovské domy čp. 105, 22
- Hospoda čp. 24
- Venkovské usedlosti čp. 4, 25, 73, 107, 115

## Mineralogická lokalita
Území obce patří mezi významné mineralogické lokality v oblasti Geoparku Český ráj. Zdejšími horninami jsou čedičové andezity neboli melafyry spodního lávového proudu, tvořícího deskovité těleso v uloženinách vrchlabského souvrství z období permu. V dutinách, rozsedlinách a mandlích melafyrů se nachází amfibol, aragonit a delessit, dále se zde vyskytuje dolomit, hematit, onyx, achát, karneol, kalcit, ametyst a phillipsit.